# Stefanie Egger

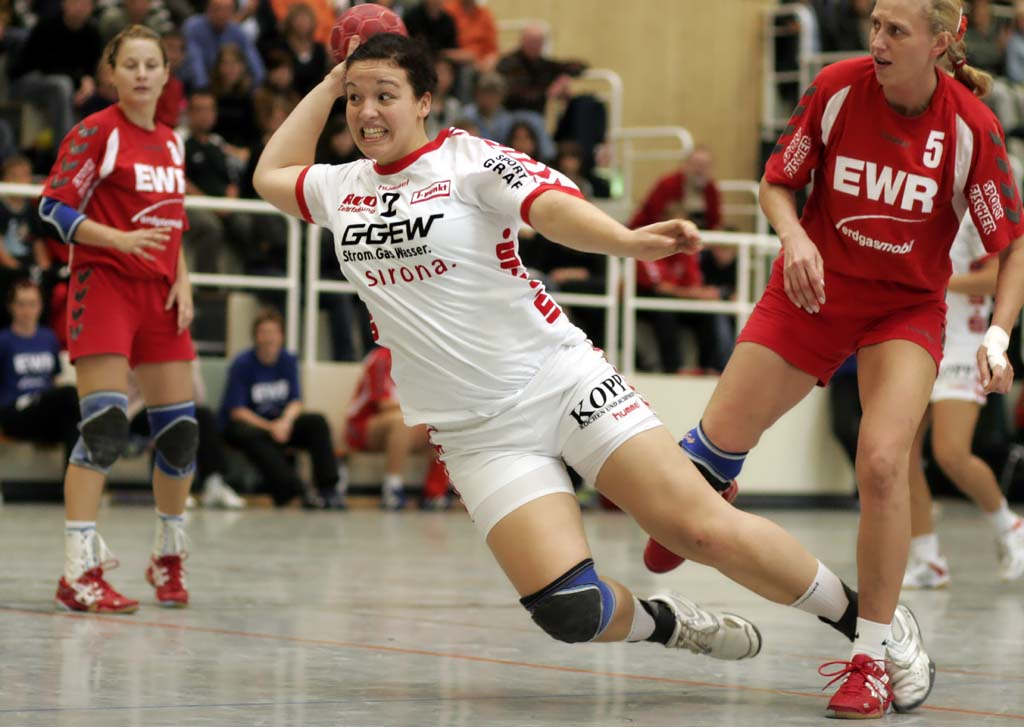
Stefanie Egger in einem DHB-Pokalspiel im September 2006

Stefanie „Steffi“ Egger (* 13. Juni 1987 in Meran/Südtirol) ist eine italienische Handballspielerin.

## Karriere
Stefanie Egger startete ihre Karriere beim Verein ihres Heimatortes Tisens, dem SC Laugen Tisens und wurde mit 14 Jahren erstmals in die italienische Nationalmannschaft berufen. Sie war damit die jüngste Handball-Nationalspielerin aller Zeiten.
Nach Einsätzen in der Italienischen Serie A2 (beim SC Schenna und beim SV Kaltern) spielte Egger bei drei Vereinen der Serie A1 (Teramo, Mortara und Dossobuono). Im Sommer 2005 wechselte Egger in die 2. Bundesliga (Süd) zur HSG Bensheim/Auerbach. Dort blieb sie bis 2008. Danach wechselte sie mit ihrer Trainerin Ildikó Barna in die 1. Bundesliga zum DJK/MJC Trier. Von 2010 bis 2013 spielte die Kreisläuferin bei Bayer 04 Leverkusen, den sie 2013 mit unbekanntem Ziel verließ.